# NGC 606
NGC 606 est une galaxie spirale barrée relativement éloignée et située dans la constellation des Poissons. NGC 606 a été découverte par l'astronome français Édouard Stephan en 1881.

## Caractéristiques
Sa vitesse par rapport au fond diffus cosmologique est de est de 9 675 ± 21 km/s, ce qui correspond à une distance de Hubble de 143 ± 10 Mpc (∼466 millions d'al).
À ce jour, trois mesures non basées sur le décalage vers le rouge (redshift) donnent une distance de 148,250 ± 5,859 Mpc (∼484 millions d'al), ce qui est à l'intérieur des valeurs de la distance de Hubble.
La classe de luminosité de NGC 606 est III et elle présente une large raie HI.